# Theloderma
Theloderma es un género de anfibios anuros de la familia Rhacophoridae. Se distribuyen desde Ceilán y el sudeste de la India hasta el sur de China pasando por el Sudeste Asiático y llegando hasta Sumatra y Borneo.

## Especies

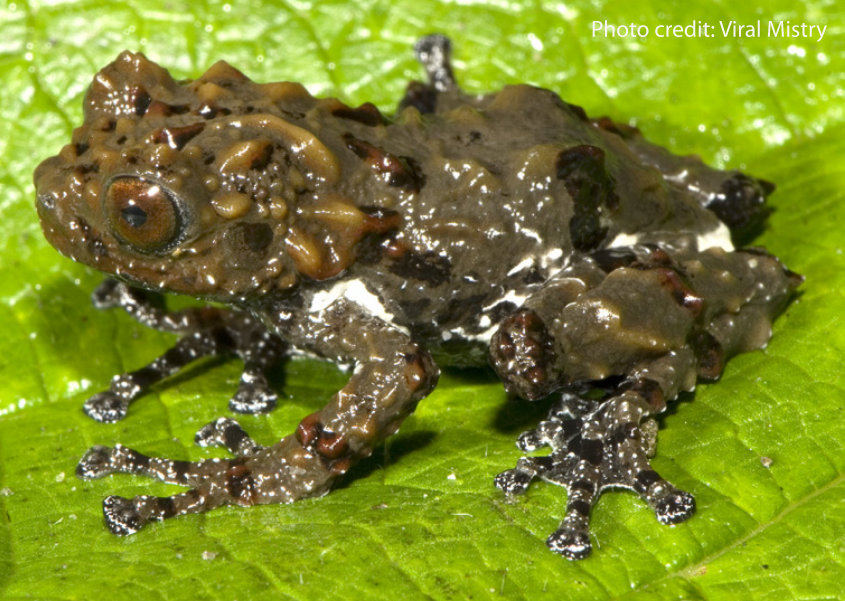
Theloderma moloch

Se reconocen las siguientes 28 especies:
- Theloderma albopunctatum (Liu & Hu, 1962).
- Theloderma andersoni (Ahl, 1927).
- Theloderma annae Nguyen, Pham, Nguyen, Ngo & Ziegler, 2016.
- Theloderma asperum (Boulenger, 1886).
- Theloderma baibengense (Jiang, Fei & Huang, 2009).
- Theloderma bicolor (Bourret, 1937).
- Theloderma corticale (Boulenger, 1903).
- Theloderma gordoni Taylor, 1962.
- Theloderma horridum (Boulenger, 1903).
- Theloderma kwangsiense Liu & Hu, 1962.
- Theloderma lacustrinum Sivongxay, Davankham, Phimmachak, Phoumixay & Stuart, 2016.
- Theloderma laeve (Smith, 1924).
- Theloderma lateriticum Bain, Nguyen & Doan, 2009.
- Theloderma leporosum Tschudi, 1838.
- Theloderma licin McLeod & Ahmad, 2007.
- Theloderma moloch (Annandale, 1912).
- Theloderma nagalandense Orlov, Dutta, Ghate & Kent, 2006.
- Theloderma nebulosum[2] Rowley, Le, Hoang, Dau & Cao, 2011.
- Theloderma palliatum[2] Rowley, Le, Hoang, Dau & Cao, 2011.
- Theloderma petilum[3] (Stuart & Heatwole, 2004).
- Theloderma phrynoderma (Ahl, 1927).
- Theloderma pseudohorridum Kurniawan, Septiadi, Kadafi, Fathoni, Prabasari & Thammachoti, 2023.[4]
- Theloderma rhododiscus (Liu & Hu, 1962).
- Theloderma ryabovi Orlov, Dutta, Ghate & Kent, 2006.
- Theloderma stellatum Taylor, 1962.
- Theloderma truongsonense (Orlov & Ho, 2005).
- Theloderma vietnamense[5] Poyarkov, Orlov, Moiseeva, Pawangkhanant, Ruangsuwan, Vassilieva, Galoyan, Nguyen & Gogoleva, 2015.
- Theloderma woltersi Ninh, T. T. Nguyen, H. H. Nguyen, Orlov, Le & Ziegler, 2024[6]